# James Coyle
Pour les articles homonymes, voir Coyle.
James Edwin Coyle, né le 23 mars 1873 à Drum en Irlande dans le comté de Roscommon et mort le 11 août 1921 à Birmingham (Alabama), est un prêtre catholique qui fut assassiné par un membre du Ku Klux Klan.

## Biographie

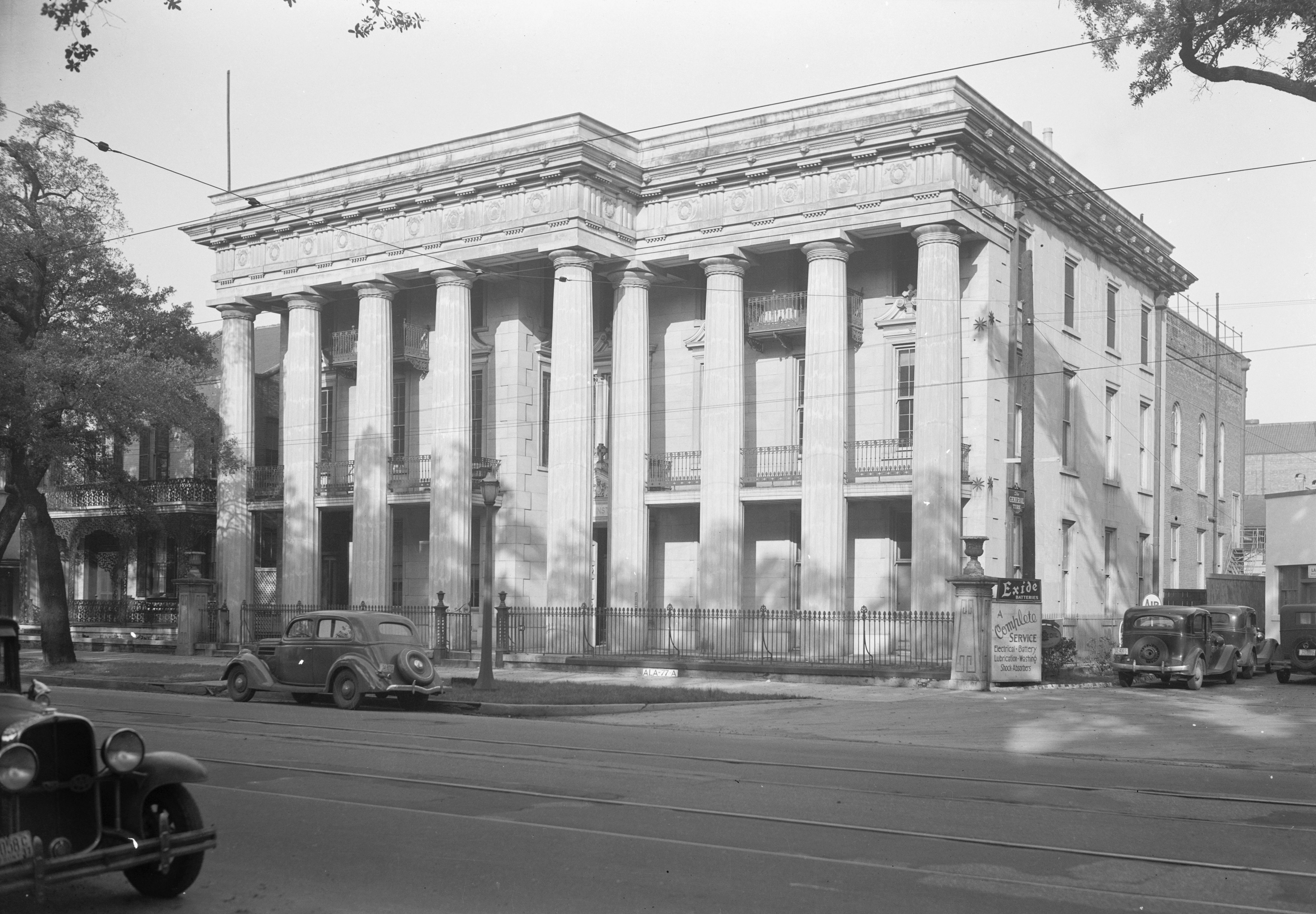
Vue de l'institut McGill.

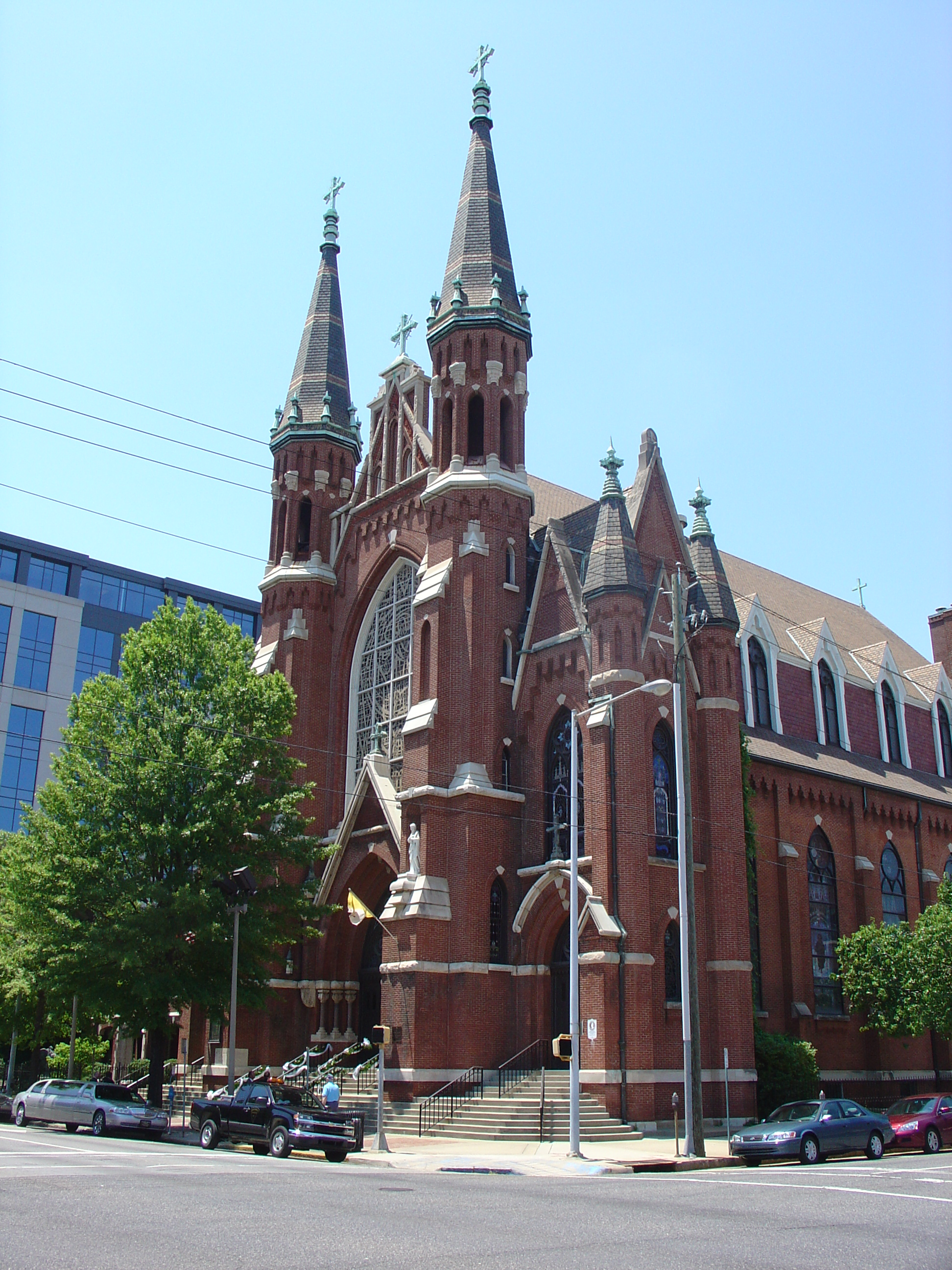
Vue de l'église Saint-Paul, aujourd'hui cathédrale.

James Coyle naît dans une famille du centre de l'Irlande et fait ses études à Limerick. Il est envoyé ensuite à Rome au collège pontifical nord-américain. Il est ordonné prêtre à l'âge de vingt-trois ans. Il est appelé avec un confrère par le diocèse de Mobile, dans le Sud des États-Unis. Mgr Allen le nomme enseignant à l'institut catholique pour garçons, le McGill Institute, ouvert en 1897, dont il deviendra le recteur plus tard. Il est nommé curé en 1904 de l'église Saint-Paul de Birmingham (devenue cathédrale depuis), où il est fort apprécié de ses paroissiens. Il est choisi comme chapelain des chevaliers de Colomb de Birmingham.
L'abbé Coyle est assassiné le 11 août 1921 par un coup de revolver à la tête, tiré par le révérend Edwin Stephenson (1870-1956), pasteur épiscopalien à mi-temps, barbier et coiffeur, mais surtout membre du Ku Klux Klan. Il n'a pas admis que sa fille Ruth se soit convertie au catholicisme pour épouser en secret un Portoricain, ancien client de son salon de coiffure. Le mariage a été célébré par l'abbé Coyle quelques heures auparavant. Ruth Stephenson s'était convertie sept mois auparavant.
L'abbé Coyle, qui a été attaqué devant son presbytère, meurt à l'hôpital Saint-Vincent deux heures plus tard. Ses funérailles sont suivies par des milliers de personnes, ce sont les plus importantes qui aient jamais eu lieu à Birmingham. Il est enterré au cimetière d'Elmwood. Stephenson est inculpé de meurtre, mais le Ku Klux Klan décide d'assurer sa défense en payant cinq avocats, dont quatre sont membres du Ku Klux Klan, parmi eux Hugo Black, le plus fameux. Stephenson est acquitté à une voix près, les avocats ayant plaidé une folie temporaire. Cette parodie de procès marquera les consciences.
Les catholiques étaient en effet depuis plusieurs années et pour une vingtaine d'années encore la cible d'humiliations et de violences de la part des membres du Ku Klux Klan les accusant de défendre les Noirs, mais le dégoût provoqué par ce meurtre détourne la plupart des habitants blancs de l'Alabama des exactions de cette organisation secrète.
Les cendres de l'abbé Coyle devraient prochainement (2011) trouver place à la cathédrale Saint-Paul de Birmingham.